# Japanese Amusement Machine Manufacturers' Association
La Japanese Amusement Machine Manufacturers' Association (JAMMA) —que traducido al español sería Asociación Japonesa de Fabricantes de Máquinas Recreativas— es una asociación de comercio con sede en Japón, es también el homónimo de una feria de muestras de Japón y además, JAMMA es un estándar de cableado para máquinas recreativas de tipo arcade.
La conexión estándar JAMMA nace de un acuerdo hecho a mediados de la década de 1980 por la mayor parte de los productores de videojuegos japoneses, para permitir la intercambiabilidad de tarjetas de videojuegos “coin-up”, a nivel de conexiones eléctricas. Es el nombre de un conector hardware para máquinas recreativas. El armario arcade, conectado con el estándar JAMMA, puede construirse para jugar a todos los juegos construidos bajo este estándar, simplemente instalando la placa base para el nuevo juego. En los años 1990, la mayoría de los nuevos juegos de arcade tenían el estándar JAMMA. Como la mayoría de los juegos arcade fueron diseñados en Japón en esta época, JAMMA se convirtió en un estándar de facto mundial. Muchos de los juegos que existen no solo se adaptan al estándar sino que lo extienden de alguna forma, por ejemplo añadiendo soporte para botones extra. Algunas veces estos juegos se conocen como JAMMA+.
Antes del estándar JAMMA, muchos PCBs de arcade, el cableado eléctrico y suministro de energía era construido a medida. Cuando un juego antiguo deja de ser rentable, muchos operadores de arcade lo recableaban y actualizaban las ilustraciones para poner juegos diferentes en los armarios. La reutilización de los antiguos armarios tenía mucho sentido y llevaron a que los armarios se tornaran en un nuevo mercado, para los propios juegos. El estándar JAMMA permitía crear armarios plug-and-play (reduciendo el coste de los operadores de arcade) donde un juego no rentable puede ser reemplazado por otro juego mediante un simple cambio de la PCB del juego y una actualización de los paneles de gráficos exteriores.
El estándar JAMMA incluye señales de dos joysticks de ocho direcciones, dos botones de start y seis botones de control (tres por cada jugador), con sonido mono.
Es posible conectar un armario JAMMA con un PC en vez de una placa arcade dedicada. Utilizando una interfaz JAMMA cableado a los puertos de teclado, vídeo y ratón de un PC, también es posible ejecutar un emulador de arcade como el MAME. Esto permite que los armarios JAMMA se conviertan en cualquier juego arcade que se elija al arrancar el PC.